# Fraunhofer-Gesellschaft
Fraunhofer-Gesellschaft zur Förderung der angewandten Forschung e.V. (FhG, pol. Towarzystwo Fraunhofera) – największa w Europie organizacja zajmująca się badaniami stosowanymi i ich wdrożeniami w przemyśle, założona 26 marca 1949, skupia 66 niemieckich instytutów naukowo-badawczych (Fraunhofer-Institute) i samodzielnych jednostek badawczych. Pod koniec grudnia 2012 Towarzystwo zatrudniało 22 000 pracowników. Specjalizuje się w technikach informatycznych i telekomunikacyjnych, mikroelektronice, technologiach materiałowych i produkcyjnych, energetyce, transporcie, inżynierii środowiska. Towarzystwo uzyskuje 70% budżetu w wyniku umów, kontraktów i projektów badawczo-rozwojowych finansowanych przez przedsiębiorstwa przemysłowe; 30% badań finansowanych jest ze środków publicznych przez niemiecki rząd centralny i rządy krajów związkowych.

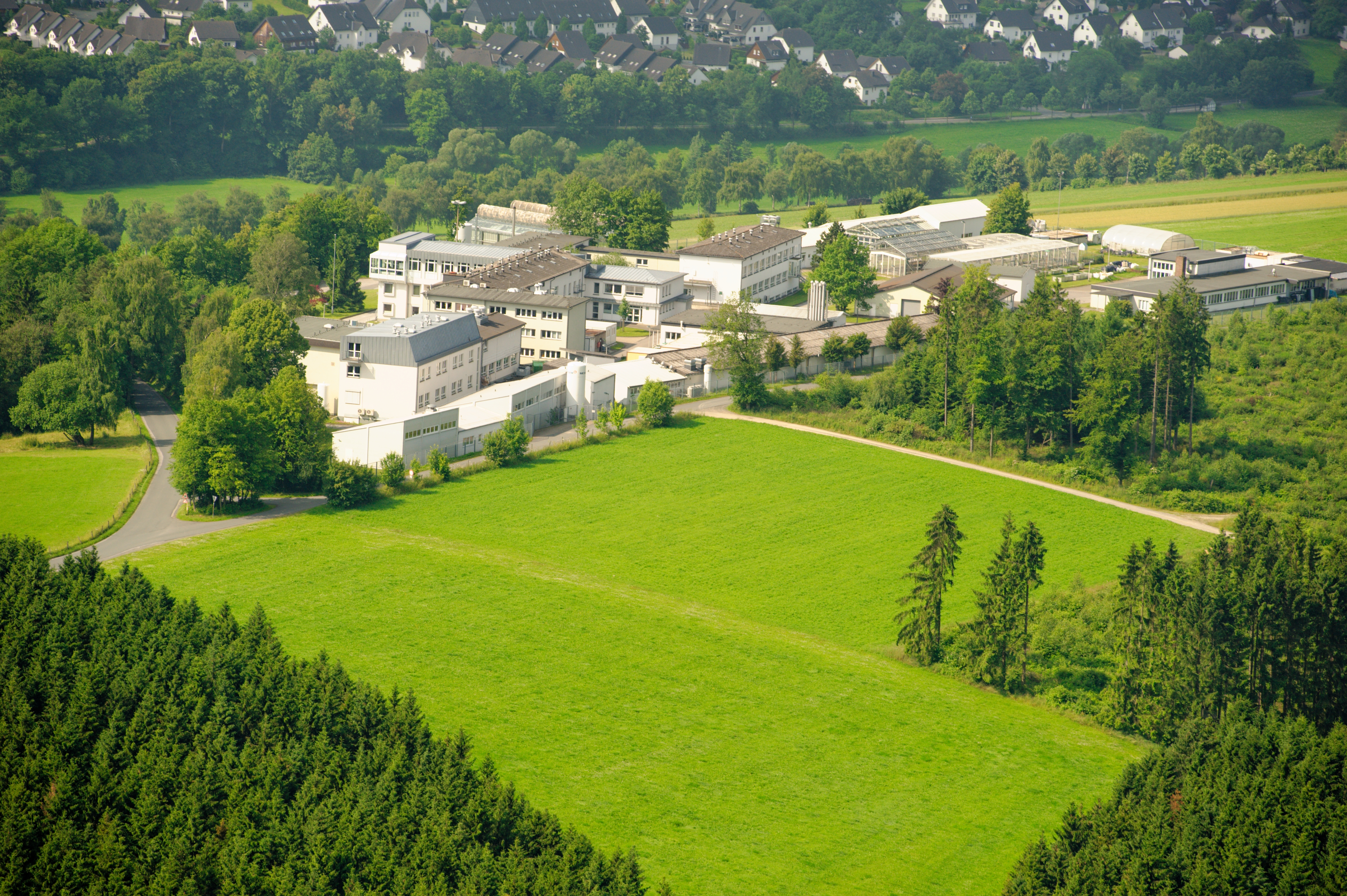
Fraunhofer-Institut Schmallenberg

Patronem towarzystwa jest monachijski fizyk Joseph von Fraunhofer (1787–1826), pionier niemieckiej optyki precyzyjnej, który wyniki swojej pracy naukowej i wynalazczej przekuł na sukces komercyjny jako przedsiębiorca
produkujący jedne z najlepszych przyrządów optycznych w owym czasie. Model działalności Towarzystwa Frauenhofera opiera się na prowadzeniu badań naukowych, które znajdują zastosowanie w przemyśle i życiu codziennym.
W wyniku współpracy pomiędzy jednym z instytutów Towarzystwa Fraunhofera – Fraunhofer-Institut für Integrierte Schaltungen (IIS) w Erlangen – a Uniwersytetem Fryderyka i Aleksandra w Erlangen i Norymberdze (Friedrich-Alexander-Universität Erlangen-Nürnberg) powstał algorytm MP3, nad którym pracowali między innymi Karlheinz Brandenburg, Ernst Eberlein, Heinz Gerhäuser, Bernhard Grill, Jürgen Herre i Harald Popp.